# Álvaro Obregón
Álvaro Obregón Salido (Hacienda de Siquisiva, Navojoa, Sonora; 19 de febrero de 1880-San Ángel, Distrito Federal; 17 de julio de 1928) fue un militar y político mexicano que se desempeñó como presidente de México desde el 1 de diciembre de 1920 hasta el 30 de noviembre de 1924. Fue una destacada figura de la Revolución mexicana luchando del lado de Venustiano Carranza.
Quedó huérfano y más tarde se convirtió en agricultor. Contrajo matrimonio en 1903 con María del Refugio Urrea, de quien tuvo dos hijos, Humberto y María del Refugio. Sin embargo, su esposa falleció en 1907, mientras alumbraba gemelos que también murieron en el parto (siendo su tercer parto). Para fines de 1909, la efervescencia política del país lo llevó a enrolarse en las fuerzas de Francisco I. Madero que combatían al general Porfirio Díaz, Presidente de México desde 1877.
Tras la caída de Díaz y el aparente triunfo revolucionario, Obregón se retiró a la vida privada, pero regresó en 1913 para apoyar a Venustiano Carranza, gobernador de Coahuila en su lucha contra Victoriano Huerta, quien había derrocado a Madero. Fue jefe de la división del Ejército Constitucionalista y como tal derrotó a los federales en muchas batallas. Al producirse la ruptura entre el grupo de Emiliano Zapata y Francisco Villa con Carranza, a raíz de la Convención de Aguascalientes, Obregón se mantuvo leal a Carranza y fue el encargado de perseguir a Villa en el norte del país. Lo derrotó en la Batalla de Celaya, donde una bomba le arrancó el brazo derecho, dejándole manco.
Una vez que lograron su triunfo, marchó escoltando a Carranza a Querétaro donde se redactó la Constitución de 1917. El 13 de marzo de 1916 fue nombrado secretario de Guerra y Marina, pero renunció el 30 de abril de 1917. Se retiró a su hacienda a practicar la agricultura y a preparar su campaña presidencial. Encabezó en 1920 la Rebelión de Agua Prieta contra Carranza, que pretendía imponer a Ignacio Bonillas como su sucesor. Triunfó, y tras el interinato de Adolfo de la Huerta fue elegido presidente. Logró el reconocimiento de Estados Unidos de América en 1923 por el Tratado de Bucareli. A fin de su gobierno se desató la Rebelión delahuertista porque pretendía imponer a Plutarco Elías Calles como su sucesor. En 1928, en plena Guerra Cristera, se presentó de nuevo como candidato a la presidencia tras una reforma constitucional realizada el año anterior. Fue elegido nuevamente, pero en medio de una gran crisis política e incertidumbre. Fue asesinado por el cristero José de León Toral, el 17 de julio, en el restaurante "La Bombilla", de la Ciudad de México.

## Primeros años
Álvaro Obregón Salido nació el 19 de febrero de 1880 en la Hacienda de Siquisiva, Navojoa,
Sonora. Hijo del matrimonio alamense conformado por Don Francisco Obregón Gámez y de Doña Cenobia Salido Palomares. Ese mismo año quedó huérfano de padre, por lo que su madre debió ausentarse del hogar familiar encargando la crianza del niño Álvaro a sus hijas mayores: Cenobia, María y Rosa. Después entró a la escuela local, de la que su hermano José era el director. Ahí aprendió las primeras letras y estudió matemáticas, historia y geografía. Pronto incursionó en la poesía, carpintería, música y comercio.
Más tarde, hacia fines de 1898, Obregón decidió revivir la antigua prosperidad de su hacienda y comenzó labores de agricultor, pero la situación económica agravada por la crisis, sus rudimentarias herramientas, el clima y su escaso capital mermaron las tierras y lo obligaron a regresar a Huatabampo en 1903. Sin embargo, en sus intentos fracasados de convertirse en agricultor, logró conseguir ahorros que le permitieron comprar la "Quinta Chilla". Ese mismo año, conoció a Refugio Urrea con quien tuvo dos hijos, Humberto y María del Refugio, además, tuvo dos hijos más que murieron junto con su esposa en 1907 durante el parto. De nuevo, como hizo su madre con él, Álvaro los encargó a sus hermanas mayores, quienes los criaron.
La situación por la que el país atravesaba era de inestabilidad política. Porfirio Díaz, quien llevaba más de treinta años en el poder, vio que su gobierno comenzaba a derrumbarse debido a las múltiples manifestaciones de rechazo, como la de los obreros de Río Blanco y Cananea. Francisco I. Madero, político coahuilense, comenzó una campaña electoral destinada a derrotar a Díaz en las elecciones de 1910. Sin embargo, poco antes de la jornada electoral, Madero fue aprehendido en Monterrey y el 10 de julio, Díaz logró su séptima reelección. Madero logró escapar de la cárcel y huyó a Estados Unidos, donde el 5 de octubre, publicó el Plan de San Luis, llamando a la revolución armada el 20 de noviembre para echar a Díaz del poder. Ese día, tal como estaba estipulado en el plan, estalló la revuelta que acabó por hacer renunciar a Díaz el 25 de mayo de 1911. Obregón, ante la guerra civil desatada en el país, decidió mantener una situación de indiferencia a pesar de que sentía simpatía hacía el gobierno de Porfirio Díaz.

## Inicios en la política

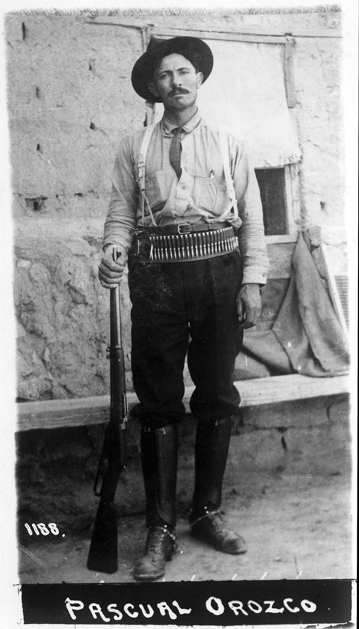
Pascual Orozco, rebelde mexicano a quien Obregón combatió.

Tras caer el gobierno de Díaz, y llegar los ímpetus revolucionarios a Sonora, José Obregón fue nombrado alcalde interino de Huatabampo, en junio de 1911. Una vez que se publicó la convocatoria para elecciones de alcalde constitucional, Álvaro Obregón resolvió presentarse como candidato. Durante el mandato de su hermano, Obregón desempeñó funciones administrativas que le permitieron rozarse con un gran número de gente y comenzó así su carrera política. Además, contaba con el apoyo de los jefes de la tribu yaqui, con quienes Obregón siempre mantuvo una relación de cordialidad y fueron clave en su desarrollo político. Se dice que se alió con "Chito", el gobernador yaqui que movilizó a muchos de sus indios a votar por Obregón en las elecciones de septiembre. Pese al apoyo de los yaquis, la elección fue reñida y Obregón fue elegido alcalde por un estrecho margen de votos, lo que ocasionó las protestas e impugnaciones de sus rivales. No obstante, entró en funciones a partir del mes de noviembre.
José María Maytorena, gobernador de Sonora y partidario de Madero, comenzó la campaña de reclutamiento de soldados para combatir a Pascual Orozco, que se levantó en armas contra el gobierno maderista. Obregón, que se había mostrado con indiferencia en el movimiento de 1910, esta vez decidió pelear para defender al gobierno, organizó una brigada de soldados, se unió a Benjamín Hill (su pariente) y salió a luchar contra Orozco. En abril de 1912 quedó conformado el 4.º Batallón de Infantería, con 60 hombres de caballería y 52 de infantería, sumando en total 112 hombres. A diferencia de la gran mayoría de cuerpos revolucionarios, Obregón pagaba personalmente a sus soldados, por lo cual se evitaba la leva, muchas veces pagando incluso de su propio dinero, pero más tarde el gobierno estatal se hizo cargo de los haberes.
Orozco había sido perseguido por las fuerzas federales de Victoriano Huerta y se internó en el territorio estatal. Sanguinés, su jefe militar, ordenó a Obregón detener a contingentes orozquistas que pretendían atacar Guaymas. A pesar de la superioridad numérica del enemigo, Obregón supo atacar a las fuerzas rebeldes y detenerlas, causando así serias bajas al ejército sublevado. Regresó al cuartel general de Sanguinés cargado de armas y pertrechos, con lo que ganó ascensos en el escalafón militar. Tras este triunfo, marchó a Hermosillo y Agua Prieta, donde logró detener una vez más a Orozco, que pretendía apoderarse de la frontera. En Agua Prieta conoció a quien sería uno de sus más allegados colaboradores, Plutarco Elías Calles. Cuando Orozco fue derrotado, Obregón decidió renunciar al mando de las tropas federales y regresó a su hacienda de Huatabampo, en septiembre de 1912.

## El movimiento contra Victoriano Huerta
Victoriano Huerta era un antiguo militar fiel al gobierno de Porfirio Díaz, pero al caer este mostró su lealtad a Madero luchando contra Orozco. Al producirse la Decena Trágica, Huerta pactó, a través del embajador de Estados Unidos de América, Henry Lane Wilson, con los sublevados en contra de Madero, Manuel Mondragón y Félix Díaz. Huerta hizo renunciar al presidente Madero y más tarde al vicepresidente José María Pino Suárez. Como sustituto fue nombrado Pedro Lascuráin, quien renunció a los pocos minutos para dejar en su puesto a Huerta, el 19 de febrero de 1913.
En el norte del país, principalmente, las reacciones no se hicieron esperar. José María Maytorena, gobernador de Sonora, pidió licencia al congreso estatal para ausentarse indefinidamente e ir a combatir al gobierno de Huerta, aunque en realidad ese solo fue el pretexto y de acuerdo con el libro de Obregón "8,000 kilómetros en campaña" Maytorena huyó hacia los Estados Unidos tomando previamente dinero de las arcas estatales en concepto de indemnización adelantada por sueldos de 6 meses para él y su grupo de gente con la que huyó y en su lugar fue nombrado interino Ignacio L. Pesqueira, quien también desconoció al gobierno federal. El 26 de marzo, el gobernador de Coahuila, Venustiano Carranza, proclamó el Plan de Guadalupe, oficializando así la lucha contra Huerta. Pesqueira, conocido de Obregón, lo nombró jefe militar de Hermosillo, debido a que fue su subordinado en la campaña contra Orozco. Tras un desfile organizado para marchar sobre los huertistas, Obregón salió al combate. Poco más de quinientos soldados conformaban el 4.º Batallón, Esteban Baca Calderón, Arnulfo R. Gómez y Manuel M. Diéguez, entre otros.
El mismo día de la proclamación del Plan de Guadalupe (8 de marzo), cayó en manos de las fuerzas constitucionalistas la ciudad y puerto de Veracruz, estratégica para el comercio federal. Después, el objetivo principal de Hermosillo era Cananea, importante ciudad minera. Para esta empresa necesitaba el apoyo de Salvador Alvarado, quien acababa de pactar con los yaquis y le proporcionó las fuerzas militares necesarias para el ataque. Sin embargo, Carranza nombró a Obregón jefe militar de Sonora, pero Alvarado se negó a reconocerlo, y en cambio, pactó con el general Moreno, comandante de Cananea, y este acordó entregarle la plaza. Pesqueira ordenó a Obregón hacer caso omiso del pacto y atacar Cananea, lo que hizo con éxito. Para finales de marzo, la mayoría de las ciudades importantes del Estado de Sonora, cayeron en manos del Ejército Constitucionalista.

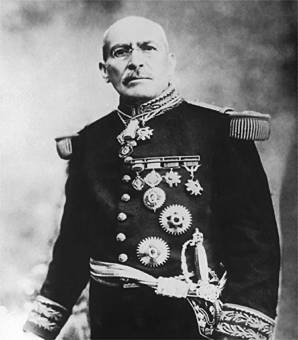
Victoriano Huerta.

En abril, el siguiente paso de la guerra era tomar Naco, pero las rencillas entre los jefes y constitucionalistas y las maniobras de defensa emprendidas por Pedro Ojeda, retrasaron alrededor de quince días la toma de la ciudad. Obregón ideó que un vagón de ferrocarril pasara e hiciera estallar las trincheras federales. Pero este plan fracasó logrando que muchos de los soldados se pusieran en contra de Obregón e incluso intentarán fusilarlo. Un grupo de su escolta le defendió, salvándole así la vida. Finalmente, el 12 de abril por la noche, tras una encarnizada batalla, Álvaro Obregón tomó Naco.
Guaymas había vuelto a caer en manos del gobierno federal de Huerta, por lo que la siguiente campaña de Obregón estuvo encaminada a recuperar tal ciudad. Los jefes federales de Guaymas eran Medina Barrón y Gil, quienes ordenaron tres buques para la defensa de la ciudad. En la campaña, Obregón enfrentó a los federales en dos ocasiones. El primer encuentro bélico fue en mayo de 1913, en la población de Santa Rosa, cuando los federales intentaron emboscar a Obregón alentados por la llegada de sus refuerzos. Obregón pudo derrotarlos haciéndoles salir de su refugio, y al triunfar fue condecorado como brigadier por Carranza. Durante junio en la localidad de Santa María se dio el segundo encuentro, con una nueva victoria para Álvaro Obregón, que le permitió entrar directamente a Guaymas, donde el enfrentamiento fue más difícil de lo planeado, ya que sufrió numerosas bajas. Entonces tomó la decisión de dejar sitiado el puerto para impedir el avance federal y a la vez tomar otras poblaciones.
Sinaloa en septiembre de 1913, fue el marco del primer encuentro entre Carranza y Obregón, en que el primero depositó el mando militar en el sonorense, nombrándole en el acto comandante militar de los estados de Sonora, Sinaloa, Durango, Chihuahua y Baja California. Tras ocupar Culiacán, fue el artífice de la toma de Topolobampo, en que ayudó a los generales Rivero e Iturbide. En esta batalla se usó por primera vez un avión en las acciones bélicas, siendo México pionero en este tipo de ataques en el mundo. Obregón aprovechó esta visita para arreglar sus negocios y tratar temas de su hacienda.
En marzo de 1914, Carranza hizo ver a Obregón de la necesidad de tomar la Ciudad de México, por lo que en mayo comenzó su ofensiva tomando Mazatlán, Tepic y Colima. Para julio, después de derrotar a los federales en Orendáin, entró en Guadalajara, donde se enteró de otros triunfos de jefes revolucionarios, como Francisco Villa y Emiliano Zapata.
Victoriano Huerta se sabía perdido y decidió renunciar, abandonando el país en el acto. Francisco Carvajal, presidente interino de la república, intentó pactar con Obregón, quien de inmediato movilizó sus tropas a la Ciudad de México, a la que entró el 14 de agosto de 1914, junto con dieciocho mil soldados. El 20 de agosto, Carranza llegó a la ciudad y condecoró a Obregón, quien aprovechó su estadía en la capital para visitar la tumba de Francisco I. Madero, por quien el general sonorense sentía admiración, al mismo tiempo que se dedicaría a la tarea de "castigar" a la ciudad por la muerte del Apóstol de la Democracia.

## La lucha constitucionalista

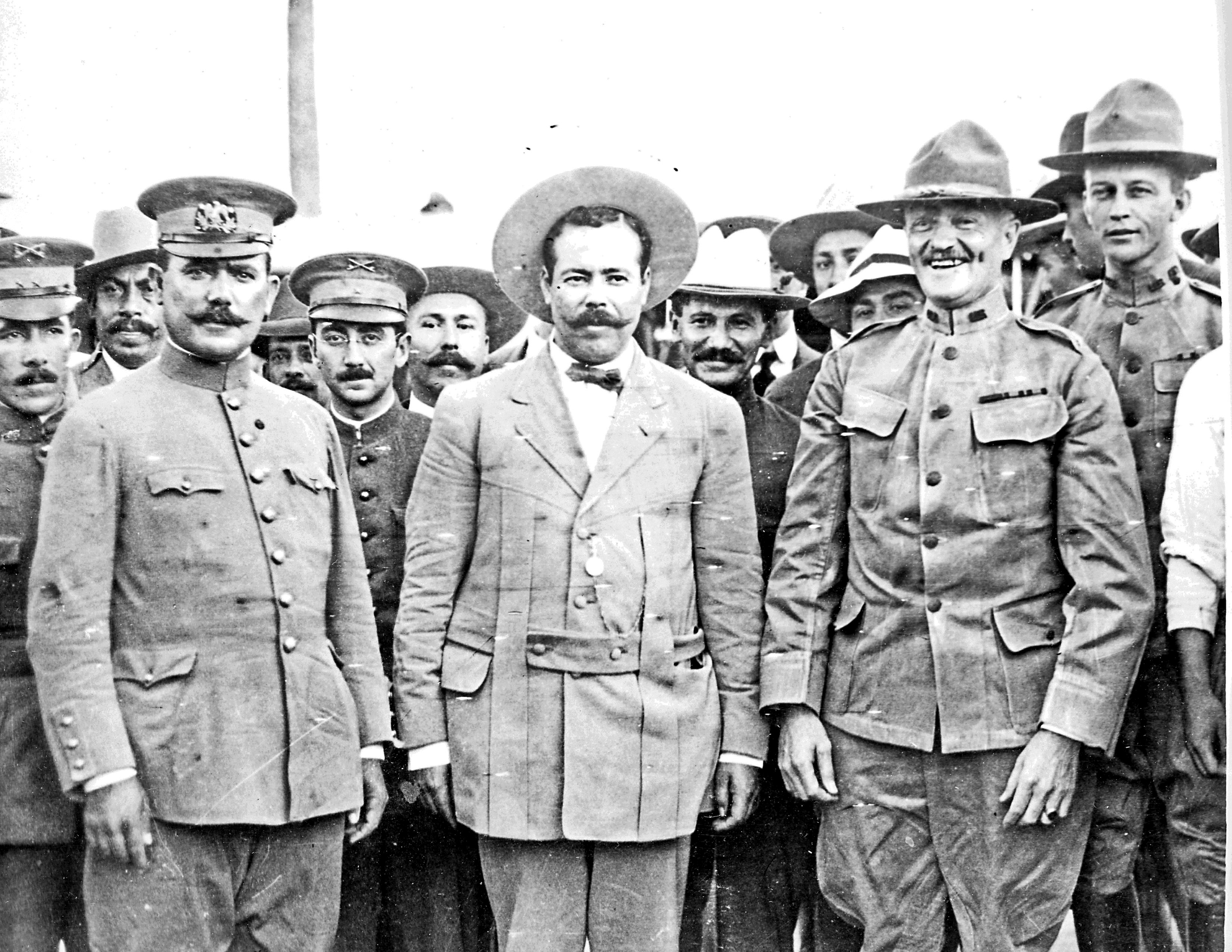
Obregón reunido con Francisco Villa en la ciudad de Nogales, Sonora (1913).

Carranza pretendía organizar una junta de todos los jefes revolucionarios a fin de decidir el futuro político de la nación. Por ello, ordenó a Obregón viajar al estado de Chihuahua para entrevistarse con Francisco Villa, y ellos dos pudieran convencer a otros líderes locales de la importancia de la junta. En su primer viaje, visitaron al gobernador sonorense Maytorena, quien acusó a Obregón de traición. Este, en cambio, le pidió al gobernador comprobar sus acusaciones ante Villa, pero en el acto se vio intimidado y prefirió retractarse. Obregón comisionó a Maytorena como jefe de las tropas estatales, bajo la condición de reconocerle como suprema autoridad militar, puesto que de no hacerlo sería destituido. Para asegurarse de ello, ordenó a Benjamín Hill permanecer en el territorio de Sonora.
Para su segundo encuentro con Villa, Maytorena ya lo había convencido de las inconveniencias que resultarían de mantener a Carranza en el mando político, por lo que planearon un golpe contra el Primer Jefe (como se le conocía a Carranza). Por lo tanto, la actitud de Villa hacia Obregón se tornó de cierta forma hostil, y entonces Villa ordenó a Hill retirarse del estado, lo que Obregón rechazó. Villa se enfureció y estuvo a punto de fusilar a Obregón, pero la intervención de Eugenio Aguirre Benavides le salvó la vida.

## Convención de Aguascalientes
Villa decidió no asistir a la junta convocada por Carranza y desconocerlo como jefe revolucionario. Obregón logró escapar y Villa ordenó que se lo aprehendiera nuevamente, pero Obregón fue apoyado por los generales José Isabel Robles y Eugenio Aguirre Benavides, gracias a lo cual llegó con vida a la Ciudad de México. Obregón ofreció nuevamente a Carranza intentar pactar con Villa y sus tropas para la realización de la convención revolucionaria. Se acordó que se realizara en un lugar neutral para ambas fuerzas, y la elegida fue Aguascalientes, donde las sesiones se iniciaron el mes de octubre.
Obregón pretendió debilitar al villismo robándole a sus principales asesores y consejeros. Pero los trabajos convencionarios fracasaron y Eulalio Gutiérrez fue declarado presidente provisional en sustitución de Carranza. A partir de enero de 1915 comenzó la guerra de la Convención de Aguascalientes. Carranza estableció un gobierno en Veracruz, por lo que los villistas decidieron cortar las vías de ferrocarril de Puebla hacia Veracruz, para lo cual comisionaron a fuerzas zapatistas, que pronto fueron detenidas por Pablo González. En el noroeste, Felipe Ángeles había logrado diezmar a los villistas y pronto pudo llamar a Obregón para que lo combatiera. En Chihuahua se dieron los primeros conflictos militares entre ambos ejércitos.

## Batalla de Celaya y derrota de Pancho Villa

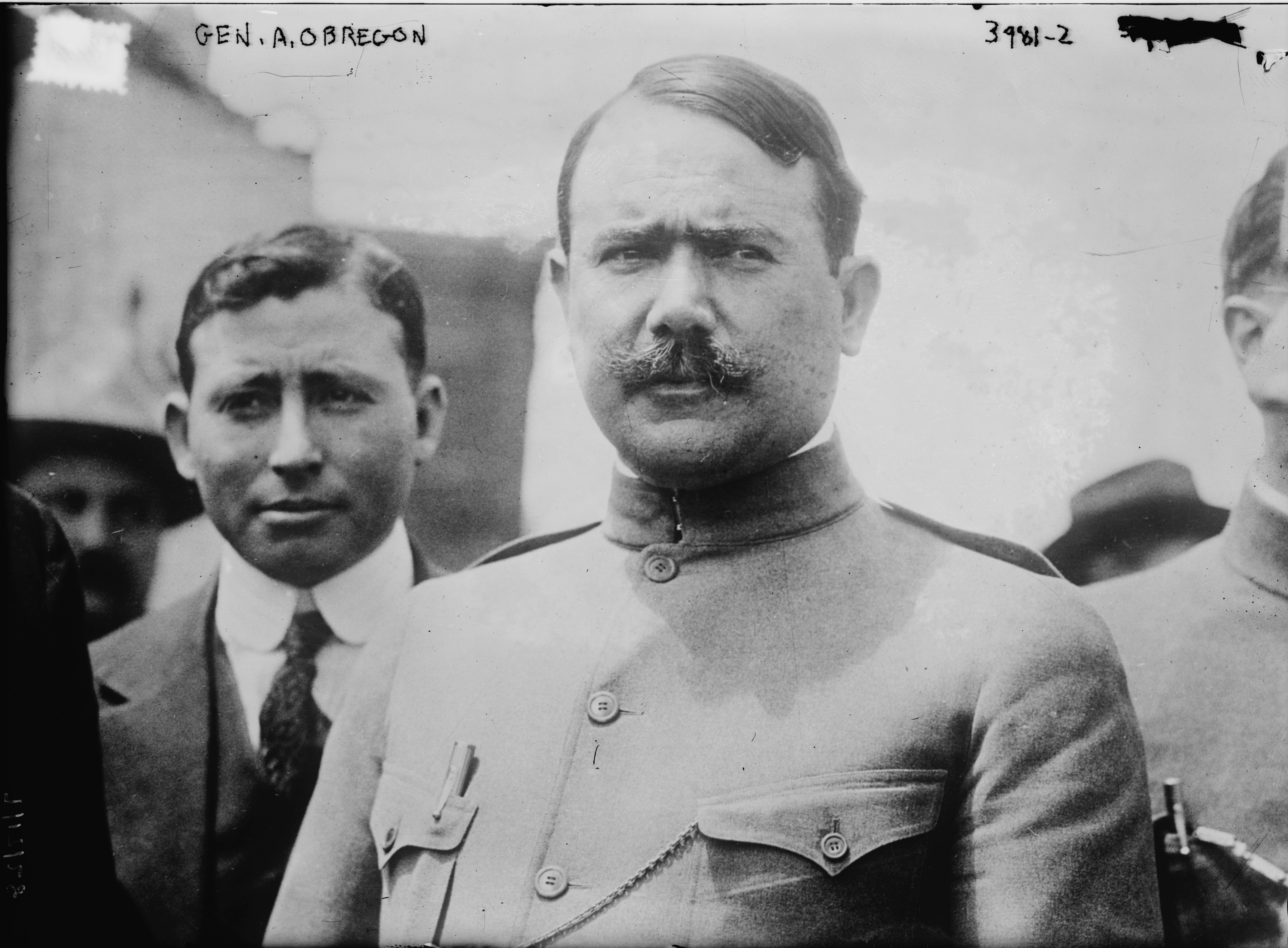
Obregón antes de la Batalla de Celaya (1914).

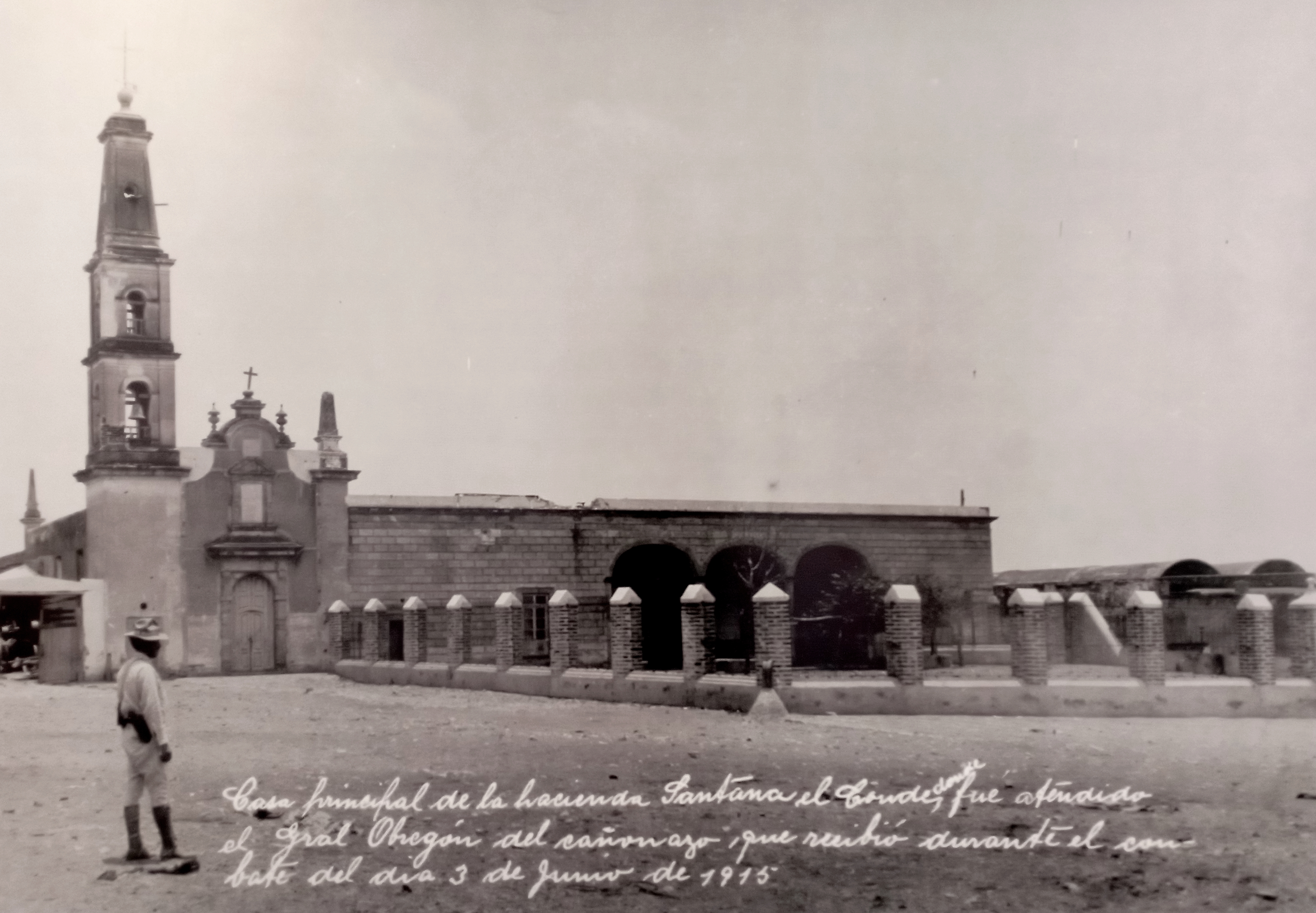
Hacienda de Santa Ana del Conde (1915).

En la Batalla de Celaya, a principios de abril de 1915, fue el segundo encuentro entre ambos generales. En principio, Villa lanzó oleadas de bombas que por momentos hacían retroceder al enemigo. Pero Obregón pudo remontar la ventaja y poco a poco venció a Villa en su segundo enfrentamiento, la noche del 6 de abril.
Obregón escribió a Carranza confiado de la seguridad de su victoria, pero Villa aprovechó para presentar batalla nuevamente el 13 de abril, donde fue derrotado en cuestión de pocas horas. Se retiró al Bajío, y escribió desde ahí una misiva pidiendo a Obregón no perseguir a sus soldados, pues estaban hambrientos y no podrían defenderse. Después de ello, ambos ejércitos tuvieron enfrentamientos pequeños en la zona abajeña.
La mañana del 3 de julio, Obregón salió con algunos miembros de su escolta a recorrer el patio principal de una hacienda en Santa Ana del Conde, Guanajuato, de la que habían recibido reportes de ataques villistas. De pronto, una guardia de soldados al servicio de Francisco Villa salió y atacó con granadas al conjunto de hombres de Obregón, quien fue herido por la explosión, perdiendo en el acto su brazo derecho. Al ver que lograron su cometido, los villistas regresaron a su campamento. Obregón, como relató años después a Vicente Blasco Ibáñez, sintió profundo dolor psicológico por la pérdida de su brazo e intentó suicidarse disparándose a la sien con una pistola, que estaba descargada. Pocas horas más tarde recobró el sentido y fue informado de la toma de León, por parte de las fuerzas de Villa. A los pocos días decidió salir de Celaya y pronto tomó Saltillo, Aguascalientes y Torreón. Al llegar a Sonora expulsó a los villistas del territorio estatal e instauró pactos de paz con el ejército yaqui.
En marzo de 1916, fue nombrado secretario de Guerra y Marina en el gabinete de Carranza establecido en Querétaro. Desde este cargo participó en la redacción de la Constitución de 1917, principalmente en los aspectos militares. Como ministro, fundó la Escuela Nacional para Pilotos, la Academia del Estado Mayor y la Escuela de Medicina Militar. Tras establecer el nuevo gobierno en la Ciudad de México, el 5 de febrero de 1917, Obregón siguió en su puesto, pero renunció el 30 de abril, esperando retirarse a la vida privada como agricultor.

## El Plan de Agua Prieta

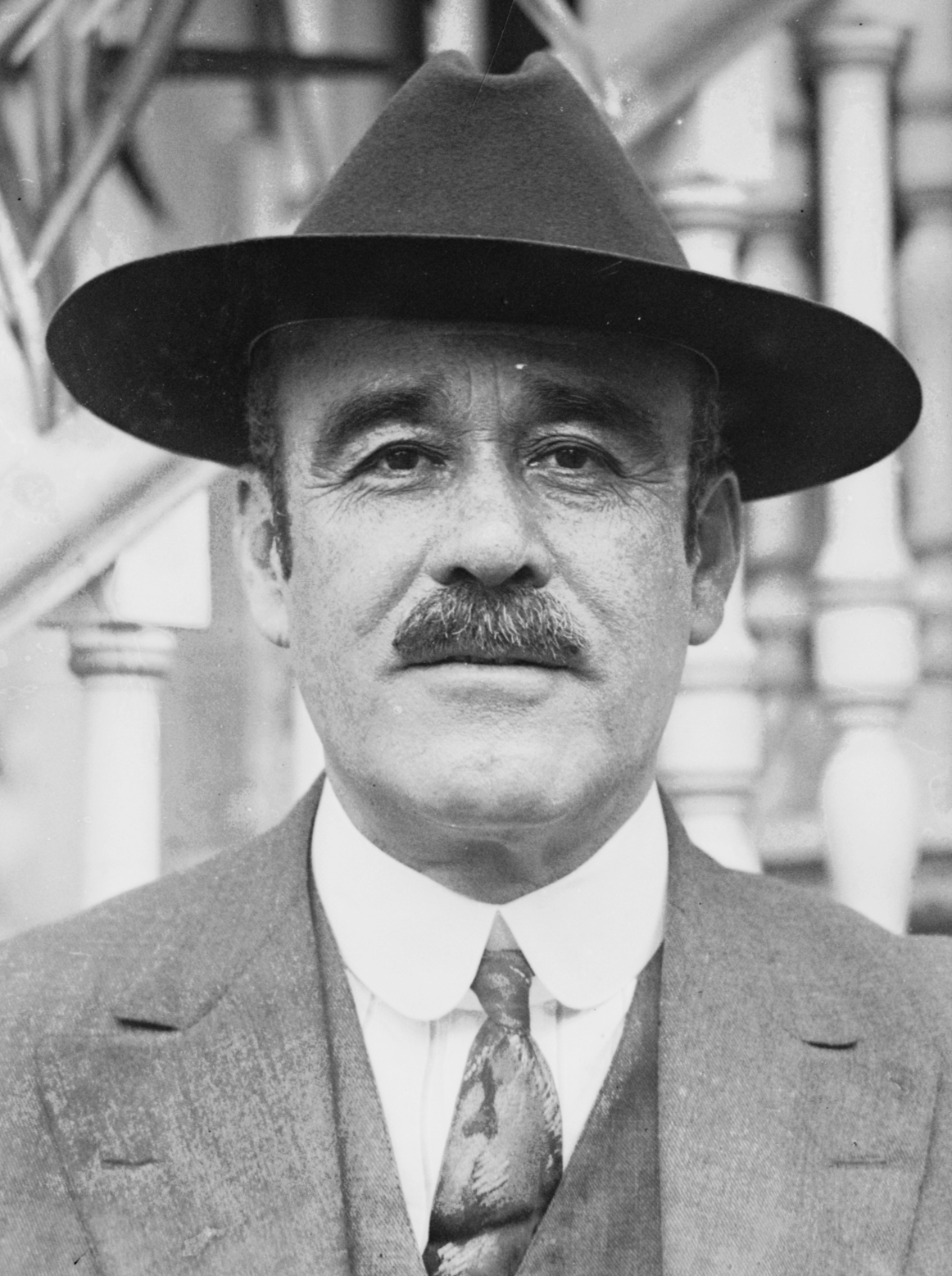
Con objeto de neutralizar a Obregón, el presidente Carranza impuso como candidato al desconocido diplomático Ignacio Bonillas.

Para principios de 1919, Carranza tomó como tarea principal la de pacificar al país. Su primer objetivo fue el caudillo agrario Emiliano Zapata, quien murió asesinado en la Hacienda de Chinameca, el 10 de abril de ese año, por órdenes de Pablo González y Jesús Guajardo. Obregón protestó por el asesinato de Zapata, pero Carranza adivinaba desde entonces sus aspiraciones presidenciales por lo que se dio a la tarea de desmembrar cuanto antes a los grupos obregonistas de la Cámara de Diputados, en la XXVIII Legislatura.
El 1 de junio, Obregón lanzó oficialmente su candidatura desde Nogales, Sonora mediante un manifiesto a la nación. En su primer discurso oficial, habló de la necesidad de un gobierno encabezado por hombres de corrientes liberales. Como afirmó a Plutarco Elías Calles, realmente no tenía competencia. Pablo González, su único rival, había pactado con Obregón. Pero Carranza lanzó la candidatura del embajador mexicano en Washington, Ignacio Bonillas, poco conocido en México y pronto fue apodado "Flor de Té". Carranza deseaba una sociedad gobernada por civiles y por eso lanzó a Bonillas como candidato.

## Campaña política

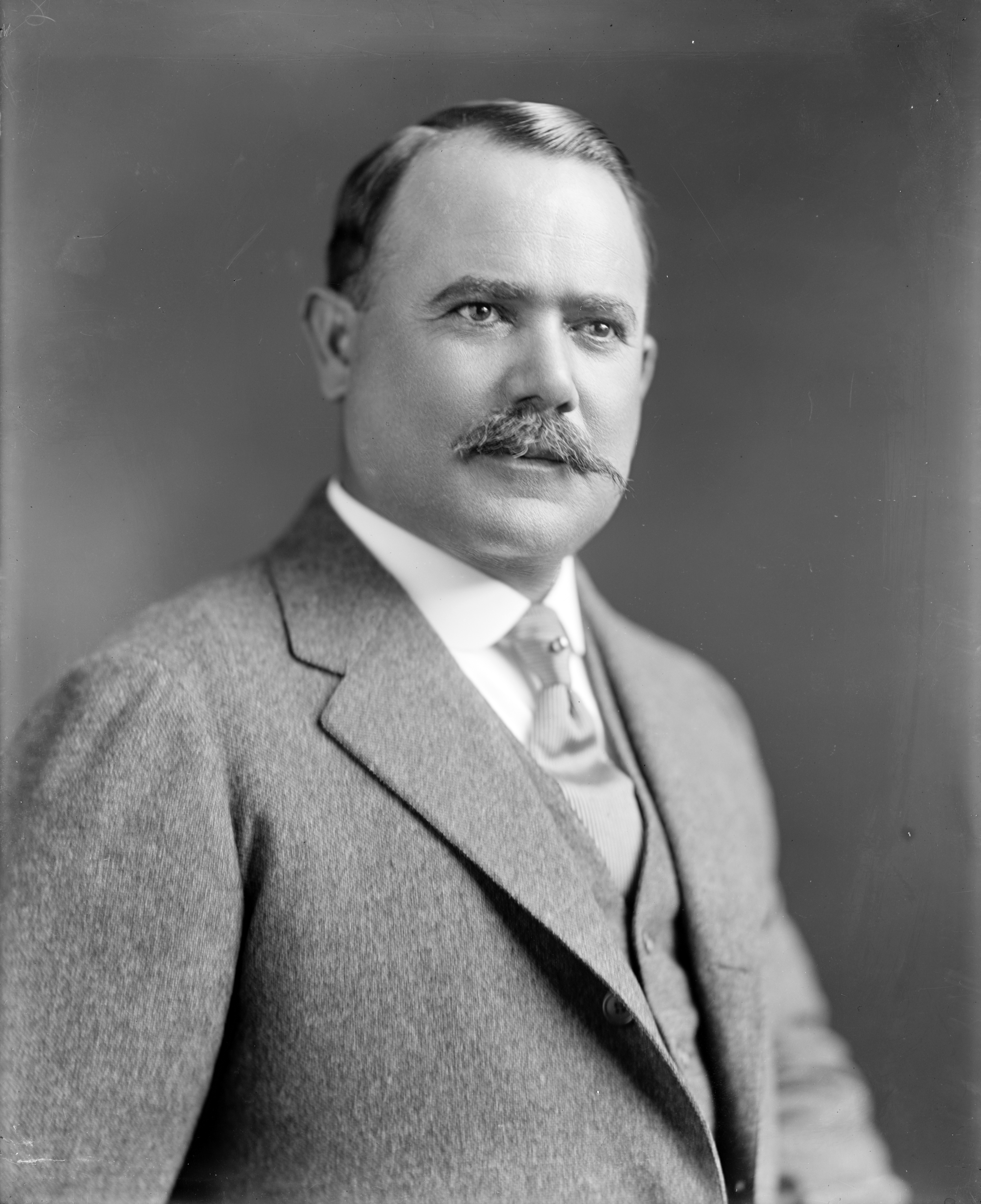
Fotograf̟ía de Álvaro Obregón c. 1905-1928.

Aunque su campaña política había comenzado desde el otoño de 1919, fue hasta enero de 1920 cuando inició su gira política. No tenía aún un partido con el cual pudiera ser representado en las elecciones, pero en marzo, el presidente del Partido Laborista Mexicano, Luis N. Morones, le ofreció enarbolar el estandarte de su organización, Obregón aceptó.
El 28 de marzo, mientras daba un discurso en Tampico, integrantes del ejército federal irrumpieron para agredir y golpear a varios de sus simpatizantes, pocos días después, fue citado a comparecer en la Ciudad de México en un caso de conspiración por lo que tuvo que interrumpir su campaña realizando su último acto proselitista en la ciudad de Monterrey el 4 de abril.
Una vez en la capital, se presentó en la prisión militar de Santiago Tlatelolco para comparecer, ya que el general Roberto Cejudo fue acusado de conspirar y delató a Obregón. En la primera sesión del juicio, el 11 de abril, Obregón fue acusado de traición al gobierno y de conspirar en contra de Carranza. Juan Barragán, jefe de Estado Mayor de Carranza y amigo de Obregón le sugirió escapar antes de que fuera aprehendido. Por esos días fue removido como gobernador de Sonora, Adolfo de la Huerta, otro amigo de Obregón, en quien aumentaron las sospechas de una conspiración en su contra para evitar que fuera candidato.
La madrugada del 22 de abril, con un disfraz de ferrocarrilero que le proporcionó Alessio Robles, Obregón escapó a la ciudad de Iguala, Estado de Guerrero. Fortunato Maycotte, antiguo subordinado suyo en la campaña contra Villa, le informó que en Sonora, Adolfo de la Huerta y Plutarco Elías Calles habían proclamado el Plan de Agua Prieta.

### Candidato a la presidencia
Al aceptar que figurara mi nombre como candidato a la Presidencia de la República, en manifiesto lanzado a la Nación desde la villa de Nogales, Sonora, el 1.º de junio de 1919, lo hice con la certeza de que la lucha política se desarrollaría con absoluto apego a la ley, y que el actual Primer Mandatario de la Nación, que acaudilló la sangrienta revolución de 1913, continuación de la que iniciara en 1910 el Apóstol de la Democracia, don Francisco I. Madero, que tuvo por principio básico la libertad del sufragio, velaría porque en la lucha política las autoridades todos del país observaran la más estricta neutralidad para que el pueblo todo de la República, pudiera, de la manera más libre y espontánea, elegir a sus mandatarios.

### Asesinato del presidente Venustiano Carranza
Carranza se vio solo en la guerra civil que se había desatado a raíz del Plan de Agua Prieta, por lo que decidió seguir adelante con sus tropas hasta Veracruz, tal como lo hizo en 1914. La mayor parte de su gabinete, a excepción de Luis Cabrera y Manuel Aguirre Berlanga, renunció. En el intento de llegar a Puebla, fue atacado por las tropas de Jesús Guajardo, lo que obligó a la comitiva carrancista a internarse en la sierra poblana, donde Rodolfo Herrero les ofreció ayuda. El 21 de mayo, Herrero, que en realidad era un soldado aguaprietista, asesinó a Carranza por órdenes de Plutarco Elías Calles, uno de los principales jefes de la Revolución de Agua Prieta. En el poblado de Tlaxcalantongo, Puebla donde descansaba el presidente Carranza en un jacal, fue acribillado.

### Adolfo de la Huerta: presidente interino
El Congreso nombró a Adolfo de la Huerta como presidente interino de la República. Durante los seis meses que estuvo en el cargo (1 de junio al 30 de noviembre de 1920) logró la pacificación del país, hacer que Villa depusiera las armas y aprehender a Félix Díaz, quien se encontraba levantado desde 1914. Así, el 5 de septiembre, Obregón fue elegido presidente.

## Presidencia de la República: 1920-1924

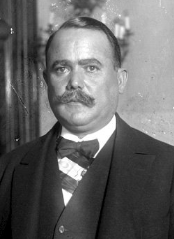
Obregón como presidente de México (1920 - 1924).

Álvaro Obregón tomó posesión como presidente constitucional de México a la medianoche del 1 de diciembre de 1920. Durante su mandato intentó concluir el proceso de pacificación nacional que inició Adolfo de la Huerta, y comenzó la repartición de tierras a los campesinos del Estado de México y Morelos, como parte de su proyecto de reforma social.

### Educación: José Vasconcelos
José Vasconcelos era un intelectual mexicano que fue Ministro de Instrucción Pública en el gobierno de Roque González Garza, presidente convencionista. Al triunfar Carranza en la guerra civil, se exilió en Idaho, Estados Unidos, pero volvió en 1920 para dirigir la Universidad Nacional. Obregón decidió restituir el antiguo Ministerio de Instrucción Pública, que fue suprimido por Carranza en 1918, y esta nueva institución renació con el nombre de Secretaría de Educación Pública, dirigida por Vasconcelos y creada en 1921. Desde esta plaza Vasconcelos efectuó su plan de fundación de escuelas rurales, formación de nuevos maestros y edición de clásicos de la literatura, como la Divina Comedia y otras obras de autores como Platón. Además, Vasconcelos impulsó las escuelas de artes y oficios donde se enseñaban estas disciplinas a los jóvenes y en ocasiones también a los adultos. Promocionó a los muralistas y les otorgó espacios para realizar sus obras, como Diego Rivera, José Clemente Orozco y David Alfaro Siqueiros.

### Política interna
En la política, Obregón intentó mantener el control y equilibrio de las fuerzas políticas imperantes en el país, principalmente del ejército. Por ello, concedió la amnistía a Francisco Villa y Saturnino Cedillo, y a cambio de rendirse y colaborar en la estabilidad del país les otorgó tierras, producto del reparto agrario. Otra de las preocupaciones del gobierno obregonista fue obtener el reconocimiento por parte de los Estados Unidos. Cuando Obregón fue elegido, las cámaras de comercio de las ciudad de Nogales y Tucson, Arizona enviaron representantes a la toma de protesta en la Ciudad de México; como muestra de gratitud, Obregón les regalo un sarape con la imagen de George Washington bordada en él. Esta relación entre comerciantes de Arizona y Sonora, había sido construida años atrás, durante la Revolución, por parte del mismo Obregón y Plutarco Elías Calles. Dicha relación binacional entre México y Estados Unidos era importante, ya que en caso de una nueva revuelta armada en su contra, Obregón debería usar el apoyo de Estados Unidos, que capitalizó a inicios de 1923, con el Tratado de Bucareli. Sin embargo, tuvo que hacer ciertas concesiones con EE. UU, sobre todo en materia agraria y del petróleo, ya que la política nacionalista del artículo 27 constitucional afectaba los intereses de las compañías extranjeras en México.

### Rebelión de Adolfo de la Huerta
Adolfo de la Huerta, convencido por algunos de sus partidarios, lanzó su candidatura a la presidencia de la República para el período 1924-1928 contando con el apoyo del Partido Liberal. Pero Obregón apoyaba a Calles, lo que provocó la rebelión denominada delahuertista, que dio inicio a fines de 1923. Todos los personajes en el escenario político que podían dar batalla a Obregón habían muerto, como Lucio Blanco y Villa, el primero en 1922 y Villa en 1923, asesinado en Parral, Chihuahua. Los delahuertistas fueron derrotados y su líder salió expatriado a Panamá en 1924, mismo año en que Calles fue elegido presidente.

## Vida privada

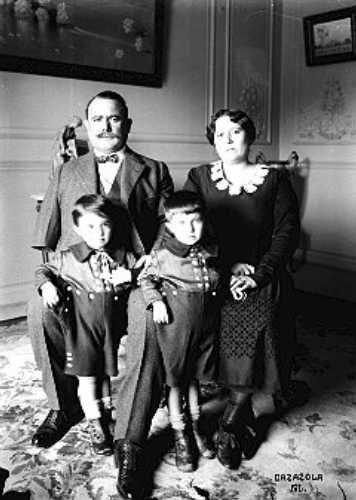
Obregón con su familia en el Castillo de Chapultepec (1920).

Al entrar Calles a la presidencia, Obregón se retiró a las labores del campo. Aprovechó los créditos otorgados por el Banco Agrícola para desarrollar sus plantaciones, y así cosechó garbanzo, trigo y algodón. Inició un negocio de combustible para autos, una novedad en el país, por lo que solía frecuentar las principales ciudades de Estados Unidos, como Chicago y Los Ángeles. Mantuvo entrevistas con miembros del gobierno callista, y varias veces visitó al mismo presidente en la capital.
Durante el mandato de Calles, los conflictos religiosos creados por la aplicación radical de algunos artículos constitucionales, produjo que el episcopado mexicano, apoyado por el papa Pío XI ordenara el cierre de los templos católicos del país, ocasionando que una parte de la feligresía católica del país, se lanzara a las armas exigiendo la renuncia de Calles y la derogación de la Constitución de 1917. Se iniciaba la persecución religiosa en México.

## Reelección

Álvaro Obregón

Es en este contexto que Álvaro Obregón, retirado de la vida política, en la cual seguía teniendo gran peso, decide lanzar su candidatura a la reelección. Calles había intentado desmembrar al ejército y a las organizaciones campesinas, con lo que la figura de Obregón cobró aún más fuerza. En enero de 1927, la constitución mexicana sufrió una reforma para permitir la reelección, con lo que Obregón ganaba la candidatura de su partido, principalmente en el terreno de los agraristas. Desde que anunció su intención de ser reelegido como presidente de México en 1928, Morones se declaró abiertamente en contra de él, siendo una de las figuras políticas más importantes que se oponían a que tuviera un segundo mandato. Obregón, poco antes de llegar a México, fue objeto de un intento de asesinato por un grupo de indígenas yaqui.

### Oposición detenida y fusilada

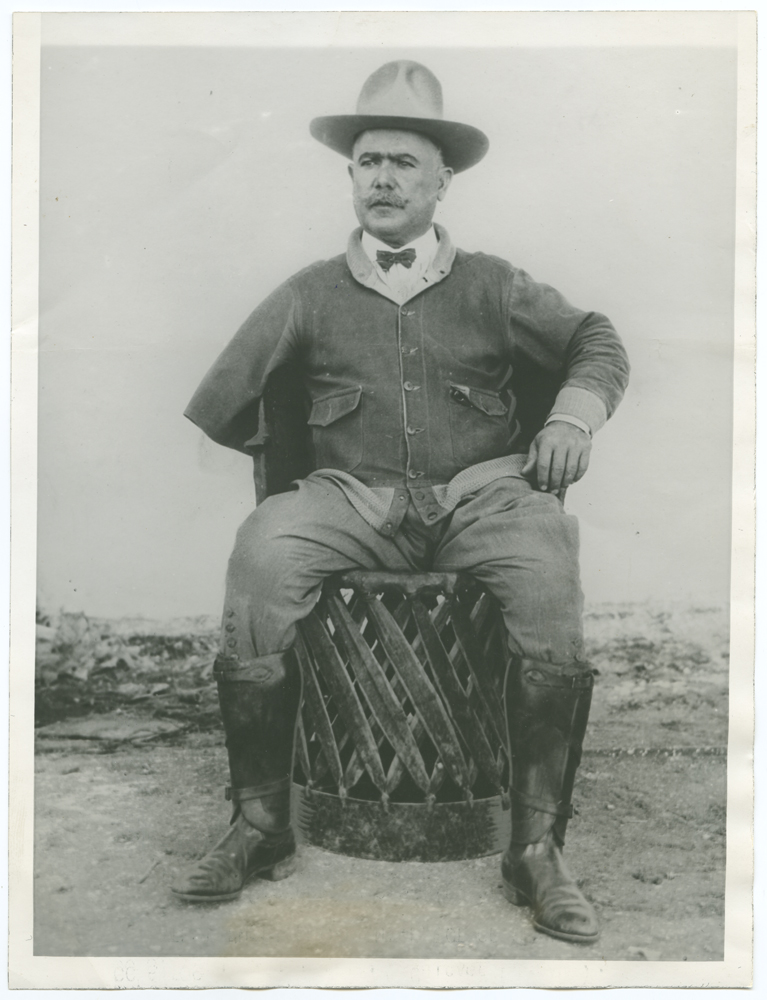
Álvaro Obregón el 2 de julio de 1928, días antes de asesinato.

Pero la creciente oposición de la clase militar comenzó a ser representada por los generales Arnulfo R. Gómez y Francisco R. Serrano, ambos candidatos a la presidencia. Serrano era amigo de Obregón y peleó junto a él en las guerras contra Villa, y por influencia del sonorense llegó a la jefatura del Distrito Federal. Gómez era el más activo de ambos candidatos, y planeó junto a Serrano detener y ejecutar a Obregón, Calles y Joaquín Amaro, secretario de Guerra. El 3 de octubre, día del cumpleaños de Serrano, se planeaba que los tres militares fueran aprehendidos, pero el general de División Eugenio Martínez denunció a este y a sus seguidores ante las fuerzas federales, que, comandadas por el general Claudio Fox, detuvieron a Serrano y a sus partidarios en Cuernavaca, la mañana del 4 de octubre. Esa noche, fueron sacados de la ciudad con el pretexto de llevarlos a encarcelar a Querétaro, pero al llegar a Huitzilac fueron ejecutados. Arnulfo R. Gómez, mientras tanto, intentó armar una revuelta en Veracruz, combatiendo con los gobernistas en el municipio de Ayahualulco,  pero cansado y debilitado fue aprehendido y fusilado el 4 de noviembre. Tras estos intentos de guerra civil, Obregón viajó a la capital, donde al ir a una corrida de toros fue atacado con una bomba, lanzada por militantes cristeros, habiendo salido ileso. Más tarde se descubrió un complot para asesinar al caudillo.
El 15 de julio de 1928, pocos días después de ser proclamado presidente del período 1928-1934 (el período presidencial había sido extendido a seis años mediante las reformas constitucionales de 1927), Obregón llegó acompañado de su comitiva a la capital de la república en un tren custodiado por varios hombres.

## Asesinato de Álvaro Obregón
Entre la clase política se había difundido el rumor de un posible asesinato de Obregón, pero el presidente electo hizo caso omiso de las advertencias. La mañana del 17 de julio salió a comer invitado por los diputados del estado de Guanajuato, en el restaurante "La Bombilla", ubicado en San Ángel. José de León Toral acudió al lugar tras varios días de espiar a Obregón, y aprovechó sus habilidades de dibujante para acercarse a los políticos. Hizo un dibujo a varios diputados, y finalmente llegó a Obregón, a quien también retrató. Cuando todos los comensales se descuidaron, Toral sacó su pistola y lanzó seis disparos a Álvaro Obregón, quien cayó muerto al instante. El asesino fue rápidamente detenido y algunos policías intentaron matarle, pero el diputado Ricardo Topete lo salvó arguyendo su importancia para esclarecer el crimen.

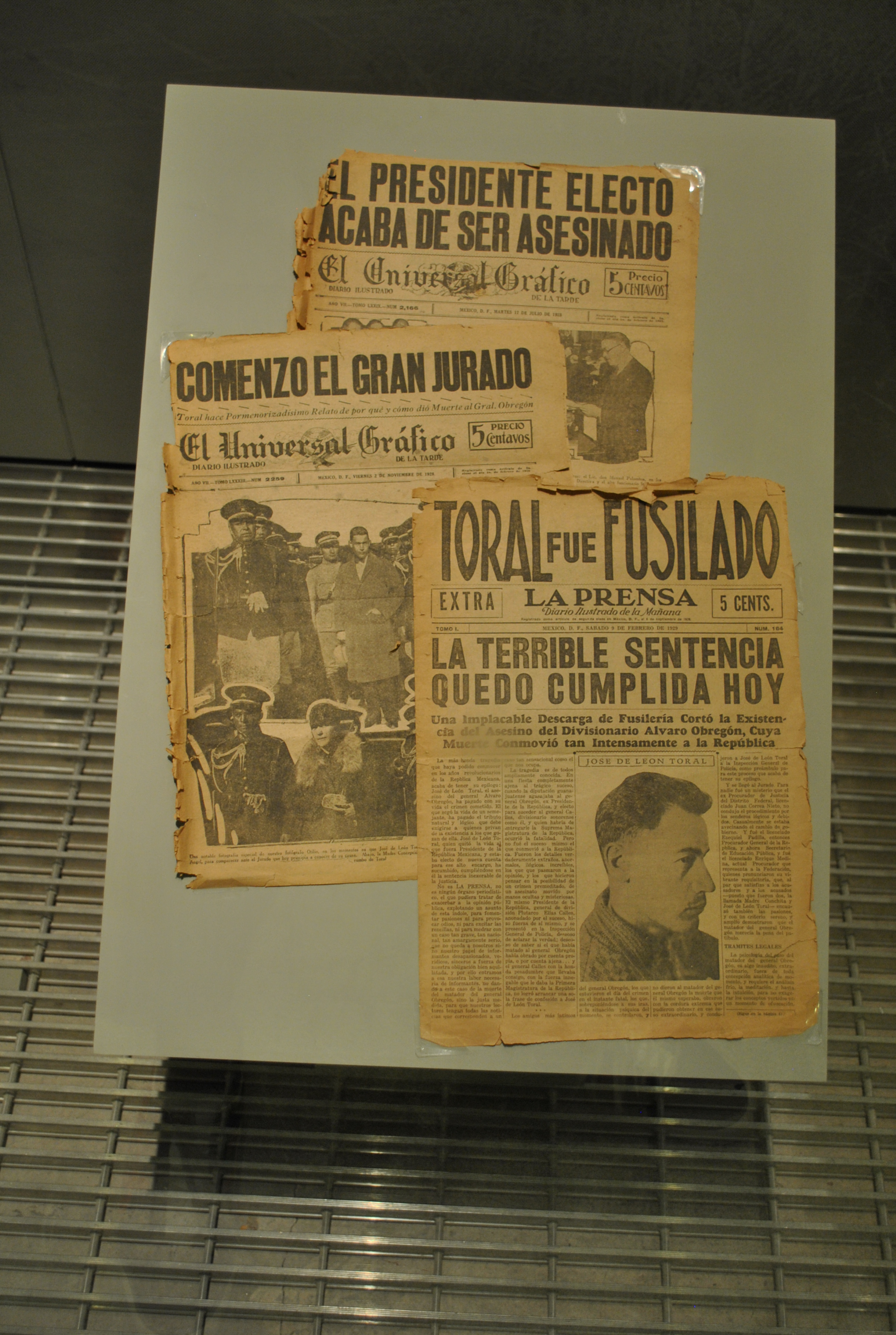
Museo Nacional de la Revolución - Periódicos sobre la muerte de Álvaro Obregón y el fusilamiento de José de León Toral

El lugar de Obregón fue ocupado por Emilio Portes Gil, el 1 de diciembre de 1928, y entonces fue que comenzó el período conocido como Maximato.

### Teoría de conspiración
En 1960, el historiador mexicano Antonio Rius Facius redescubrió el testimonio de la revisión del cadáver de Obregón realizada por un médico donde consta que el cuerpo presentaba orificios de bala de diferentes calibres, lo que hace suponer que se utilizó más de un arma para asesinar a Obregón, con lo que se fortalece la tesis de que si bien José de León Toral indudablemente disparó en contra del manco de Celaya, no fue el único. Inclusive 20 años después del asesinato del General Álvaro Obregón apareció en el periódico Excélsior el reporte de la autopsia realizada al General Obregón en donde se encontraron heridas de diferentes calibres, inclusive de rifles de largo alcance. En su tiempo, fue ocultada esa información por el general Plutarco Elías Calles, entonces presidente de México.
Obregón tenía muchos enemigos políticos, por lo que el atentado les dio la oportunidad de eliminarlo y echarle toda la culpa a Toral, aunque participaron más personas. Su muerte permitió a Calles consolidar su poder, extendiendo su dominio por seis años más, en lo que se llamó el Maximato.
Hay testimonios de personas que dijeron haber escuchado varios tiros después que disparó Toral, pero no sabían si efectivamente lo fueron o eran sonidos de la orquesta que siguió tocando por unos instantes la canción "El limoncito".

### Documentales
- Álvaro Obregón, El vértigo de la victoria. (Dir. Arturo Pérez Velasco, 1999)